# Jørgen Hansen (football, 1931)
Pour les articles homonymes, voir Jørgen Hansen.
Jørgen Ludvig Hansen, né le 24 décembre 1931 à Østermarie et mort le 30 avril 1986 à Næstved, est un footballeur international danois. Il évoluait au poste d'attaquant.

## Biographie

### En club
Jørgen Hansen est joueur du Næstved BK de 1951 à 1964,,.

### En équipe nationale
International danois, il reçoit 23 sélections pour 3 buts marqués en équipe du Danemark entre 1955 et 1962,.
Son premier match a lieu le 13 mai 1955 contre les Pays-Bas en amical (match nul 1-1 à Amsterdam).
Il dispute trois rencontres des éliminatoires de la Coupe du monde 1958.
Son dernier match en sélection a lieu le 23 mai 1962 en amical contre l'Allemagne de l'Est (défaite 1-4 à Leipzig).

## Palmarès
Danemark
- Jeux olympiques :
  -  Argent : 1960.